# Malasia en los Juegos Paralímpicos de Sídney 2000
Malasia estuvo representada en los Juegos Paralímpicos de Sídney 2000 por diez deportistas, ocho hombres y dos mujeres. El equipo paralímpico malasio no obtuvo ninguna medalla en estos Juegos.